# Pascal Behrenbruch
Pascal Behrenbruch (Alemania, 19 de enero de 1985) es un atleta alemán, especialista en la prueba de decatlón en la que llegó a ser campeón europeo en 2012.

## Carrera deportiva
En el Campeonato Europeo de Atletismo de 2012 ganó la medalla de oro en la competición de decatlón, consiguiendo un total de 8558 puntos que fue su mejor marca personal, superando al ucraniano Oleksiy Kasyanov (plata) y al ruso Ilya Shkurenyov (bronce con 8219 puntos).